# Arquidiocese de Uagadugu
A Arquidiocese de Uagadugu (Archidiœcesis Uagaduguensis) é uma arquidiocese da Igreja Católica situada em Uagadugu, no Burquina Fasso. Seu atual arcebispo é Prosper Kontiebo, M.I.. Sua Sé é a Catedral da Imaculada Conceição de Uagadugu.
Possui 28 paróquias servidas por 240 padres, contando com 33,1% da população jurisdicionada batizada.

## História
O vicariato apostólico de Uagadugu foi eregido em 2 de julho de 1921 com o breve Ex officio supremi do Papa Bento XV, em seguida à divisão do vicariato apostólico do Saara no Sudão francês, que deu origem ao que foi o vicariato apostólico de Bamako (hoje arquidiocese de Bamako).
De 1926 a 1947 o vicariato cedeu numerosos territórios para a vantagem da ereção de novas prefeituras apostólicas.
Em 14 de setembro de 1955 o vicariato apostólico é elevado ao posto de arquidiocese metropolitana com a bula Dum tantis do Papa Pio XII.
De 1956 a 1997 a arquidiocese cedeu outras porções territoriais em vantagem da ereção de novas dioceses.

## Prelados
| #                  | Nome                                     | Período    | Notas                                                         |
| Arcebispos         | Arcebispos                               | Arcebispos | Arcebispos                                                    |
| ------------------ | ---------------------------------------- | ---------- | ------------------------------------------------------------- |
| 5º                 | Prosper Kontiebo, M.I.                   | 2023-      | Atual                                                         |
| 4º                 | Philippe Nakellentuba Cardeal Ouédraogo  | 2009-2023  | Arcebispo emérito                                             |
| 3º                 | Jean-Marie Untaani Compaoré              | 1995-2009  |                                                               |
| 2º                 | Paul Cardeal Zoungrana, M. Afr.          | 1960-1995  |                                                               |
| 1º                 | Emile-Joseph Socquet, M. Afr.            | 1955-1960  |                                                               |
| Bispos             |                                          |            |                                                               |
| 2º                 | Emile-Joseph Socquet, M. Afr.            | 1949-1955  |                                                               |
| 1º                 | Joanny Thévenoud, M. Afr.                | 1921-1949  |                                                               |
| Bispos-coadjutores |                                          |            |                                                               |
|                    | Emile-Joseph Socquet, M. Afr.            | 1948-1949  |                                                               |
|                    | Louis-Marie-Joseph Durrieu, M. Afr.      | 1946-1947  | Não sucedeu, eleito Superior Geral dos Missionários da África |
| Bispos-auxiliares  |                                          |            |                                                               |
|                    | Médard Léopold Ouédraogo                 | 2012-2022  | Nomeado Bispo de Manga                                        |
|                    | Jean-Baptiste Tiendrebeogo (Kiedrebeogo) | 1981-1996  | Nomeado Bispo de Kaya                                         |
|                    | Jean-Marie Untaani Compaoré              | 1973-1979  | Nomeado Bispo de Fada N'Gourma                                |